# 鵜飼孫六
鵜飼 孫六（うかい まごろく、1502年（慶長7年） - 1582年（天正10年））は、戦国時代の甲賀忍者。
桶狭間の戦いで今川義元が討死すると、松平元康は岡崎城を奪回し、三河制圧に動いた。今川に反感を持つ仁連木城主戸田重貞を通じて甲賀に援軍を要請。
孫六は要請を受け、今川家臣鵜殿長持の守る三河上ノ郷城に潜入。200人の甲賀忍者隊を指揮して城内を撹乱し、長持は遁走し落城した。

## 鵜殿征伐について
鵜飼家家系図に、鵜殿征伐について鵜飼孫六が深く関わったとされる次のような記述がある。
權現樣末三州御住國之刻御敵御同國之住人鵜殿藤太ｦ御退治之儀
永禄五年二月戸田三郎四郎殿牧野傳蔵殿両使持以甲賀廿一家之者
持被成御頼早速御請申上候刻先逹而孫六物見罷越候而同廿六日之夜
甲賀二百余騎指向候節孫六先手持致鵜殿ｶ城ｴ夜討ﾆ入鵜殿ｶ首ｦ
捕子共二人ｦ生捕則鵜殿ｶ總領玄番持者孫六組留生捕ﾆ致ｼ其外名
在家來二百余焼討ﾆ仕候得者權現樣不斜被成御感悦御前江被召出
孫六御盃被下自今以後甲賀ﾊ余所ﾆ御覧被成間鋪間廿一家之者共ﾓ
御家之儀諫畧ﾆ奉存間敷旨被仰出道夫以後數度御内密之御用被仰付候